# Фінал чемпіонату світу з футболу 2022
Фінал чемпіонату світу з футболу 2022 — футбольний матч, у якому визначився переможець чемпіонату світу 2022. Матч відбувся 18 грудня 2022 року в Лусаїлі (Катар), на однойменному стадіоні, що вміщає 86 тисяч глядачів.

## Місце проведення
Фінальний матч відбувся 18 грудня 2022 року на стадіоні «Лусаїл» у місті Лусаїл муніципалітету Ад-Даїян. На цьому ж стадіоні, крім фінального, відбулись матчі групового етапу та плей-оф. Місткість стадіону на час проведення матчів чемпіонату світу складає 80 090 глядачів. Повна місткість — 86 250 осіб (з урахуванням місць для преси, високопоставлених осіб, а також глядацьких місць, що не підлягають реалізації).

## Шлях до фіналу
| Поз | Команда               | І | В | Н | П | ГЗ | ГП | РГ | О | Кваліфікація     |
| --- | --------------------- | - | - | - | - | -- | -- | -- | - | ---------------- |
| 1   | Аргентина (Q)         | 3 | 2 | 0 | 1 | 5  | 2  | +3 | 6 | Вихід до плей-оф |
| 2   | Польща (Q)            | 3 | 1 | 1 | 1 | 2  | 2  | 0  | 4 | Вихід до плей-оф |
| 3   | Мексика (E)           | 3 | 1 | 1 | 1 | 2  | 3  | −1 | 4 |                  |
| 4   | Саудівська Аравія (E) | 3 | 1 | 0 | 2 | 3  | 5  | −2 | 3 |                  |

| Поз | Команда       | І | В | Н | П | ГЗ | ГП | РГ | О | Кваліфікація     |
| --- | ------------- | - | - | - | - | -- | -- | -- | - | ---------------- |
| 1   | Франція (Q)   | 3 | 2 | 0 | 1 | 6  | 3  | +3 | 6 | Вихід до плей-оф |
| 2   | Австралія (Q) | 3 | 2 | 0 | 1 | 3  | 4  | −1 | 6 | Вихід до плей-оф |
| 3   | Туніс (E)     | 3 | 1 | 1 | 1 | 1  | 1  | 0  | 4 |                  |
| 4   | Данія (E)     | 3 | 0 | 1 | 2 | 1  | 3  | −2 | 1 |                  |

## Матч
| 18 грудня 2022 17:00 (17:00 AST) |

| Аргентина                               | 3 – 3 (дч) | Франція                                 |
| --------------------------------------- | ---------- | --------------------------------------- |
| - Мессі 23' (пен.), 109' - Ді Марія 36' | Протокол   | - Мбаппе 80' (пен.), 81', 118' (пен.)   |
|                                         | Пенальті   |                                         |
| - Мессі - Дибала - Паредес - Монтьєль   | 4–2        | - Мбаппе - Коман - Чуамені - Коло Муані |

| «Лусаїл», Лусаїл Глядачів: 88 966 Арбітр: Шимон Марциняк (Польща) |

| Аргентина | Франція |

| ВР              | 23 | Еміліано Мартінес    | 125'  |        |
| ЗХ              | 26 | Науель Моліна        |       | 91'    |
| ЗХ              | 13 | Крістіан Ромеро      |       |        |
| ЗХ              | 19 | Ніколас Отаменді     |       |        |
| ЗХ              | 3  | Ніколас Тальяфіко    |       | 120+1' |
| ПЗ              | 11 | Анхель Ді Марія      |       | 64'    |
| ПЗ              | 7  | Родріго Де Пауль     |       | 102'*  |
| ПЗ              | 24 | Енцо Фернандес       | 45+7' |        |
| ПЗ              | 20 | Алексіс Мак Аллістер |       | 116'   |
| НП              | 10 | Ліонель Мессі        |       |        |
| НП              | 9  | Хуліан Альварес      |       | 102'** |
| Заміни:         |    |                      |       |        |
| ЗХ              | 4  | Гонсало Монтьєль     | 116'  | 91'    |
| ПЗ              | 5  | Леандро Паредес      | 114'  | 102'*  |
| ЗХ              | 6  | Херман Песселья      |       | 116'   |
| ЗХ              | 8  | Маркос Акунья        | 90+8' | 64'    |
| НП              | 21 | Пауло Дибала         |       | 120+1' |
| НП              | 22 | Лаутаро Мартінес     |       | 102'** |
| Тренер:         |    |                      |       |        |
| Ліонель Скалоні |    |                      |       |        |

| ВР          | 1  | Уго Льоріс         |       |        |
| ЗХ          | 5  | Жуль Кунде         |       | 120+1' |
| ЗХ          | 4  | Рафаель Варан      |       | 113'   |
| ЗХ          | 18 | Дайо Упамекано     |       |        |
| ЗХ          | 22 | Тео Ернандес       |       | 71'**  |
| ПЗ          | 8  | Орельєн Чуамені    |       |        |
| ПЗ          | 14 | Адріан Рабйо       | 55'   | 96'    |
| НП          | 11 | Усман Дембеле      |       | 41'*   |
| ПЗ          | 7  | Антуан Грізманн    |       | 71'*   |
| НП          | 10 | Кіліан Мбаппе      |       |        |
| НП          | 9  | Олів'є Жіру        | 90+5' | 41'**  |
| Заміни:     |    |                    |       |        |
| ЗХ          | 3  | Аксель Дісасі      |       | 120+1' |
| НП          | 12 | Рандаль Коло Муані |       | 41'*   |
| ПЗ          | 13 | Юссуф Фофана       |       | 96'    |
| ЗХ          | 24 | Ібраїма Конате     |       | 113'   |
| НП          | 20 | Кінгслі Коман      |       | 71'*   |
| ЗХ          | 25 | Едуарду Камавінга  |       | 71'**  |
| НП          | 26 | Маркус Тюрам       | 87'   | 41'**  |
| Тренер:     |    |                    |       |        |
| Дідьє Дешам |    |                    |       |        |

| Найкращий гравець матчу: Ліонель Мессі (Аргентина) Помічники судді: Павел Сокольницький (Польща) Томаш Лісткевич (Польща) Четвертий суддя: Ісмаїл Ельфат (Сполучені Штати Америки) П'ятий суддя: Кетрін Несбітт (Сполучені Штати Америки) Відеоасистент: Томаш Квятковський (Польща) Помічники відеоасистента: Хуан Сото (Венесуела) Кайл Аткінс (Сполучені Штати Америки) Фернандо Герреро (Мексика) Черговий відеоасистент арбітра: Бастіан Данкерт (Німеччина) Черговий помічник відеоасистента арбітра: Корі Паркер (Сполучені Штати Америки) | Регламент - 90 хвилин. - 30 хвилин додаткового часу (за потреби). - Післяматчеві пенальті, якщо рахунок досі нічийний. - П'ять замін максимум, дозволена шоста заміна в додатковий час. |

## Позначки
1. ↑  За правилами цього чемпіонату світу також дозволена одна додаткова заміна, якщо гравець отримав травму голови. Заміна Рабйо на Фофана стала саме такою заміною, тому Франція змогла зробити загалом сім замін за гру.[4]
2. ↑  Кожна з команд має по три змоги зробити заміни протягом ігрового часу, а також четверту протягом додаткового часу, без урахування можливості зробити заміну в перерві, перед початком додаткового часу та в перерві додаткового часу.